# ماهر القاضي
ماهر القاضي عالم مصري، وباحث في مرحلة ما بعد الدكتوراه في جامعة كاليفورنيا، لوس أنجلوس. تمكن من اكتشاف طريقة لصنع «مكثفات خارقة» وبطاريات يمكن شحنها في ثوان وتدوم لفترات طويلة. ونجح القاضي في هذا الاكتشاف العلمي خلال عمله في الجامعة على ابتكار طريقة عملية لاستخلاص مادة الغرافين.
والمكثفات الخارقة المصنوعة من مادة غرافين ستمكن الناس من شحن بطاريات هواتفهم النقالة وحواسيبهم المحمولة خلال 30 ثانية فقط، أما السيارات الكهربائية فستشحن بطارياتها خلال دقيتين بدلاً من ساعتين.